# Wysock (obwód rówieński)
Wysock (ukr. Висоцьк) – wieś w rejonie dąbrowickim obwodu rówieńskiego na Wołyniu (Ukraina). Ludność na rok 2021 wynosi 1746 osób. We wsi nauczycielem był do końca swego życia Petro Krasiuk – ukraiński bajkopisarz.

## Historia
Maksymilian Studniarski pisał o miejscowości:

Początkowo własność ruskich książąt dąbrowickich. Wśród nich znany w dziejach jest Hleb Jurowicz, prawnuk Michała Świętopełka, który brał udział w głośnej bitwie jerelskiej Światosława Wszełowodowicza, w. ks. kijow. nad połowieckim kn. Kobiakiem. Drugi kniaź dąbrowicki Aleksander stał się nie mniej sławnym wskutek chlubnego zgonu swego nad rzeką Kałką. Z podbiciem Rusi przez Mongołów poznikały dzielnice nadhoryńskie i dopiero gdy z koleją czasu Litwa, wypędziwszy Tatarów, stała się po nich spadkobierczynią krajów ruskich, znowu znikłe nadhoryńskie grody dźwigać się zaczynają. W XV wieku Dąbrowica jest już własnością koronną, którą z ręki hospodara rządzili namiestnicy. Wiemy, że takim namiestnikiem w 1467 był tu Timofiej Władymirowicz kn. Massalski, okolniczy smoleński. Wkrótce potem włość tę z hospodarskiego daru otrzymali ks. Olgimuntowiczowie Holszańscy. Włość ta była kolosalnie wielką, zajmowała cały obszar dawniejszego ks. dąbrowickiego, składała się bowiem z tzw. "dzwonu" dąbrowickiego (tu wyraz "dzwon" zbiega się ze znaczeniem parafii, klucza), ze Stolina, Sechów (dziś Tomaszogrodu), Strzelska, Kurasza i Wysocka. Niedostaje nam wiadomości, którego z kn. Holszańskich łaska hospodarska obdarzyła temi dobrami i do jakiego roku mianowicie nadanie to odnieść należy...

Wieś duchowna położona była w końcu XVIII wieku w powiecie pińskim województwa brzeskolitewskiego.
W II RP miejscowość była siedzibą wiejskiej gminy Wysock.
Podczas okupacji niemieckiej utworzono w Wysocku getto dla ludności żydowskiej mieszczące około 1500 ludzi. 9 września 1942 roku oddział SD z Pińska przy udziale niemieckiej żandarmerii i ukraińskiej policji wymordował ludność getta; około 100 osób zdołało zbiec i uniknąć egzekucji.

## Zabytki
- zamek – spalony w 1641 r. razem z archiwum książąt Dąbrowickich[4]